# 豆花

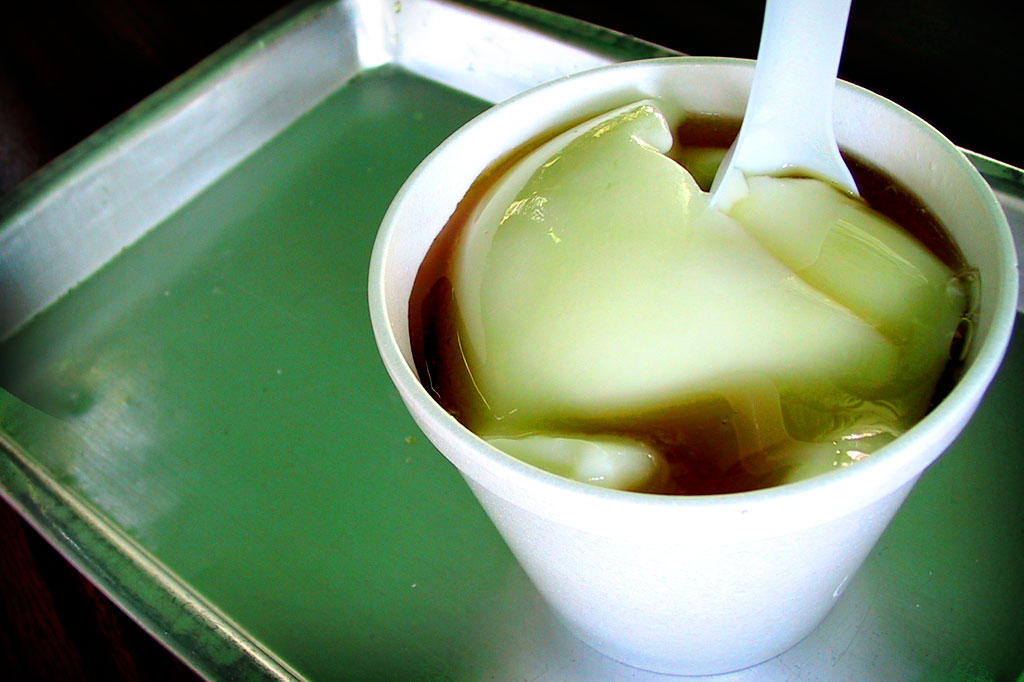
香港ランタオ島の山水豆腐花

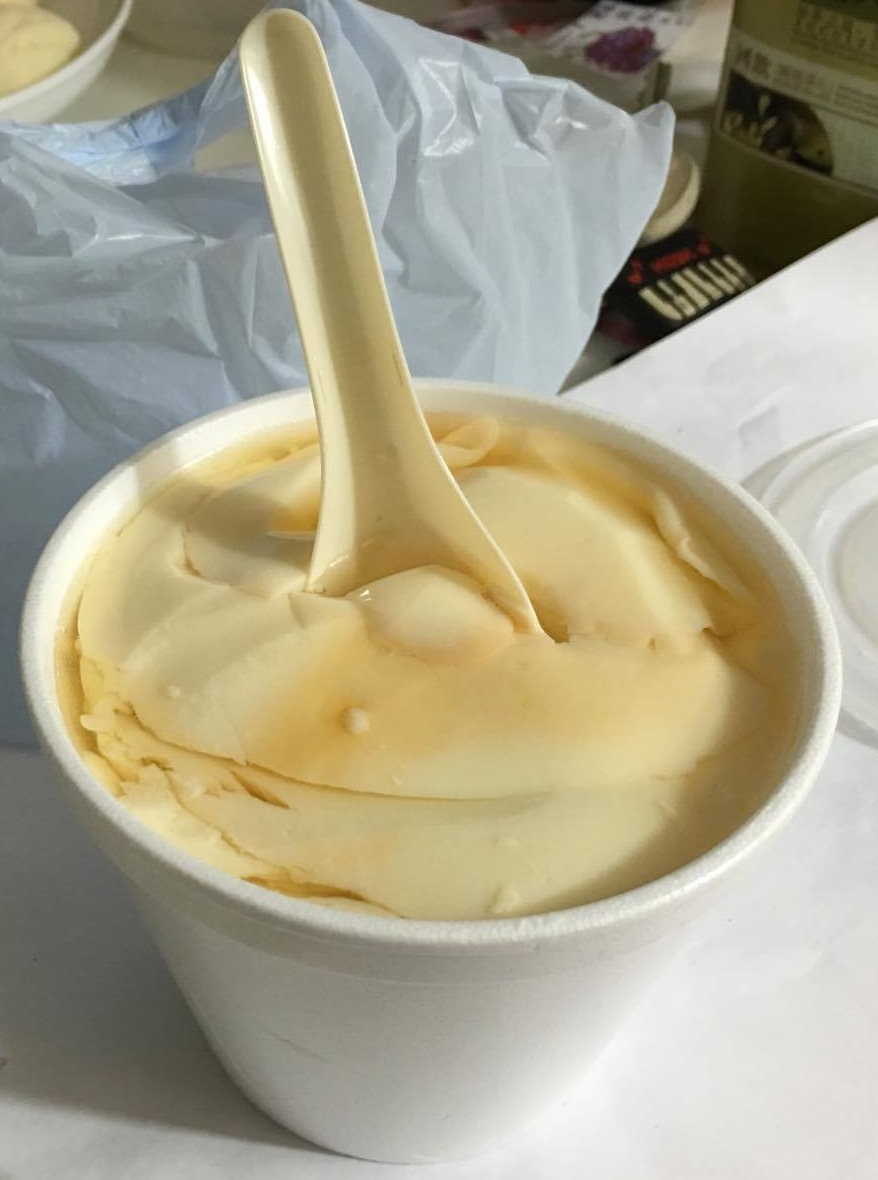
香港葵涌の豆腐花

豆花（とうか、拼音: dòuhuā ドウホワ、閩南語: tāu-hue）は、小吃の一種で、大豆から得られた豆乳を硫酸カルシウム等の凝固剤で凝固、成形した、つるんとしてなめらかな食感の食品である。日本の絹ごし豆腐よりも柔らかい。伝統的な製法では、食用の石膏（硫酸カルシウム）やかん水が凝固剤として用いられ、食感はややざらざらとしていたが、現在はでん粉や別の凝固剤も使われており、食感はより滑らかになっている。

## 各地での名称
地域により豆腐脳（ドウフナオ、拼音: dòufunăo）、豆腐老（ドウフラオ、拼音: dòufulăo）、豆腐花（ドウフホワ、拼音: dòufuhuā）等とも呼ばれる。
| 名称          | 地区                                         | 味、調味料 |
| ------------- | -------------------------------------------- | --- |
| 豆腐脳        | 中国北部                                     | 北方では通常、塩で調味される。                                                                                                   |
| 豆腐花        | 中国南部 香港 マカオ マレーシア シンガポール | 広東省などの嶺南地方では通常、砂糖で甘くして食べる。                                                                             |
| 豆腐脳 豆腐老 | 四川 重慶市 雲南 貴州 安徽                   | 西南地方では唐辛子味噌で辛く味付けされる。 豆板醤、醤油などで、辛い味付けにし、葱、漬物などの薬味をそえる。 安徽は砂糖でも食べる |
| 豆花          | 中国南部 香港 台湾                           | シロップや、緑豆、小豆、落花生などの甘く煮た豆類やハトムギなどの穀類、餅などが加えられる。 好みで果物も添えられることがある。    |
| 豆花          | 福建 台湾                                    | 緑豆、小豆、落花生などの煮豆類やシロップが加えられ、また果物も添えられる。                                                       |
| 老豆腐        | 山西省などの晋語地域 天津                    | |
| 豆腐生        | 浙江省台州                                   | 甘い味付けの場合は黒蜜をかけ、シナモンを散らす。 塩辛い味付けの場合は、その上にザーサイや海苔、ネギを散らす。                    |
| 豆凍          |                                              | |

## 由来
豆花の由来は諸説あり、少なくとも三つの異なる説があるが、いずれも漢の淮南王劉安と関係している。
1. 劉安が不老長寿の薬を求め、煉丹術で豆乳を用いて丹薬を作ろうとしていた時に豆乳が偶然石膏に触れて豆腐が形成された[要出典]。
2. 劉安が洪水の後に塩分の多い地中で柔らかくなった大豆を使い、豆腐を作った[要出典]。
3. 劉安が病気で臥せっている母親のために、大豆の豆乳と漢方薬の食用石膏を混ぜあわせ、豆腐を作った[要出典]。

「豆腐は、漢の淮南王劉安に始まる」ことが明の『本草綱目』にも記されている。豆花と豆腐は元は同じであったが、後年次第に加工法が異り、別れたものと考えられる。

## 種類
豆花には大きく分けて、甘い味付け、塩辛い味付け、ピリ辛い味付けの三種の食べ方がある。伝統的に、甘い食べ方は華南地方、香港、台湾に、塩辛い食べ方は中国北部に、ピリ辛い食べ方は中国西南地方に分布している。

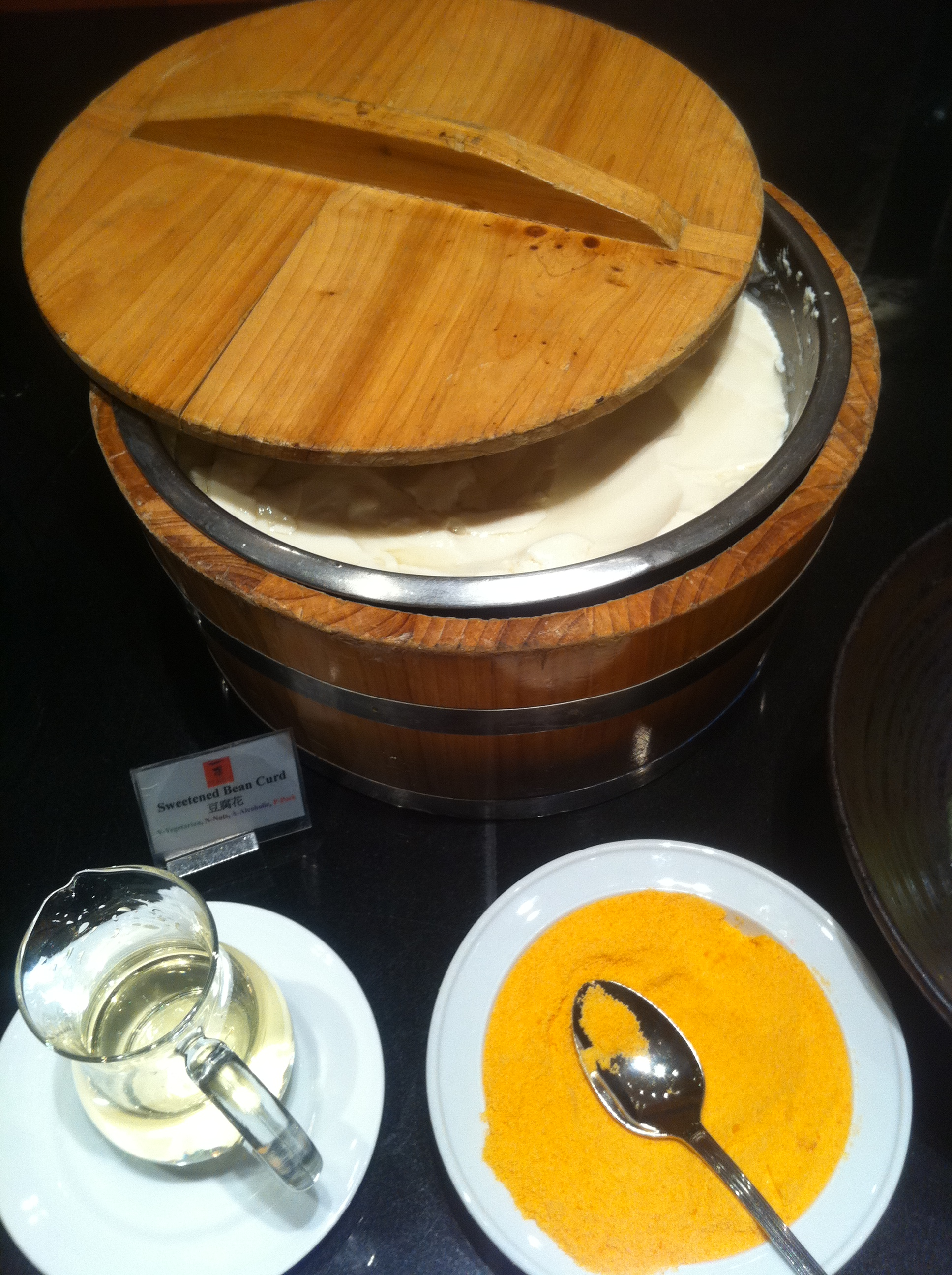
甘い豆花

### 甘い豆花
台湾、ベトナム、香港、マカオ、マレーシア、シンガポール、広東省、広西、福建省などでは、通常、黒砂糖、赤砂糖、黒蜜、あるいはシロップが使われる。夏は冷たく、冬は熱くして食べられる。近年は冷やした凍豆花（冷豆花）が登場しているが、その場合は黒糖は固まってしまうためにシロップが使われる。シロップには時にはしょうが汁が加えられる。また食感を良くするために煮た緑豆や小豆、果物が加えられ、また湯圓と一緒に食べる場合もある。
比較的珍しい食べ方として、砂糖を加えた豆乳と豆花を合わせた「豆乳豆花」や、またより新しい食べ方として「チョコレート豆花」、黒ゴマを散らした「黒白」、またマンゴー果汁を加えた「マンゴー豆花」がある。
シロップなどの味付けばかりではなく、台湾では豆花本体に、鶏卵、チョコレートなどを加え、これを普通の白い豆花と合わせて「三色豆花」としたものもある。

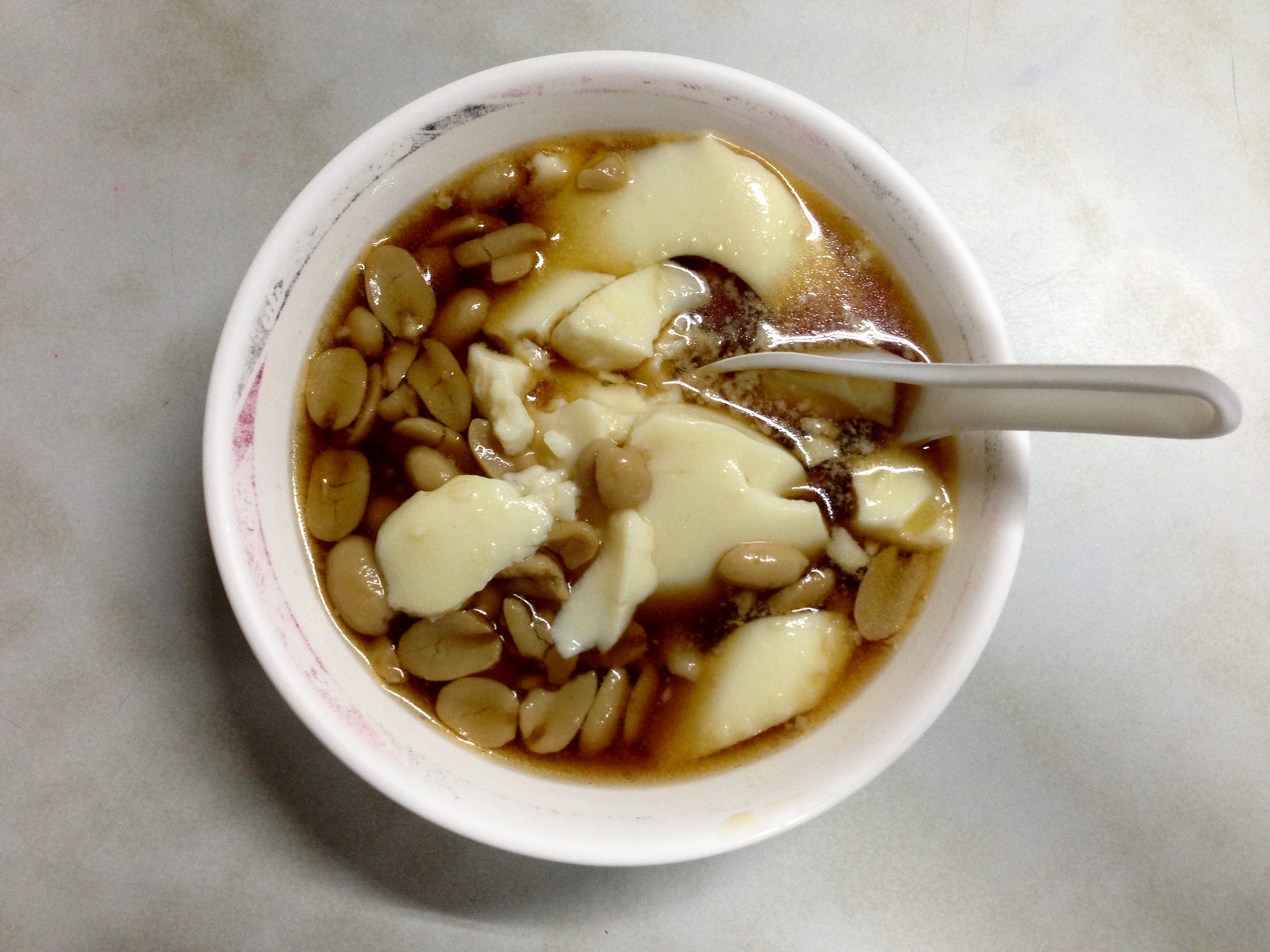
ピーナッツ豆花

### 塩辛い豆花

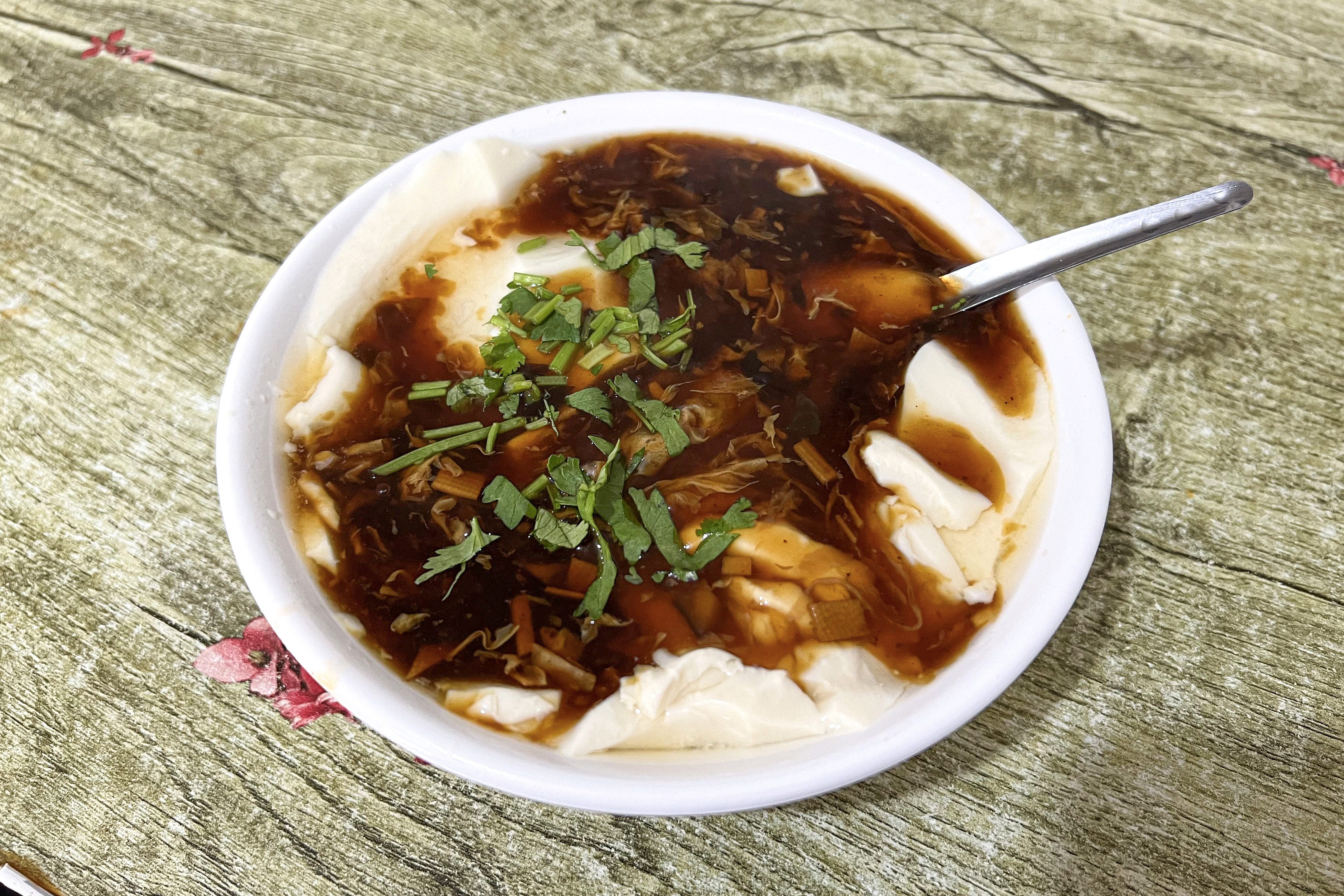
北京豆腐脳

中国北部では通常、豆花は豆腐脳と呼ばれる。豆腐脳という呼び方は四川省などの南西部を除けば南方では全く使われない。豆腐脳の味は地域や好みにより大きく変化し、共通点は塩辛いというだけである。一碗ごとに分けて蒸篭で蒸した蒸し豆腐脳もある。
北京、天津での代表的な作り方は以下の通り。
炒め鍋に少量の油を熱し、キクラゲ、カリフラワー、シイタケの細切りと、ネギ、ショウガのみじん切り、豆腐を加えて炒め、しょうゆ大さじ1、適量の牛肉スープ、あるいは羊肉スープ（無ければ水でも可）を加え、蓋をせず煮込み、塩、鶏がらスープで調味し、水溶き片栗粉を加える。最後に溶き卵を加えて完成する。
河南省では、豆腐脳と胡辣湯を合わせた食べ方があり、「両摻儿」と呼ばれる。
陝西、山西省南部等の辛い味を好む地域では、しばしばラー油で調味される。
また醤油、ごま油、 大豆、セロリも簡単な調味料、薬味として使われ、またニラ、にんにく、ネギ、干しエビ、ピーナッツ、コリアンダーなどを加えても良い。

### 辛い豆花
四川、重慶の豆花は辛い調味料が使われ、南部の甘い豆花、北部の塩からい豆花とは対照的である。この地方には辛い豆花を米飯に添えて食す習慣があり、「豆花飯」と呼ばれる。
四川、重慶地方では豆腐だけのものを北部と同じ呼び方で豆腐脳と呼び、豆花はまた別の食べ物の呼び名である。

## 原材料
豆花の原料は大豆と水と凝固剤の三種類だけであり簡単に入手できる。水の分量は濃さに影響し、凝固剤としては通常、食用石膏粉が使われ、近年は海藻粉やサツマイモ粉を使う人もいる。

### 凝固剤
- 石膏（硫酸カルシウム）、にがり（塩化マグネシウム）で固めた豆花は加熱しても溶けないので、市販の熱豆花はこれらを使用している。
- 焼石膏（半水石膏）はバサニ石ともいい、主成分は硫酸カルシウム0.5水和物（CaSO4・1/2H2 O）である。外観は半透明である。通常の石膏（硫酸カルシウム二水和物）は、乾煎りや電子レンジによる加熱によって容易に分子中の水を減じて焼石膏とすることができる。
- にがりは、海水を精錬した後に得られるもので、塩化マグネシウムなどを含み、健康食品としても使われるが、中国では豆腐花の製造に使われることは少ない。
- ゼラチン、寒天、カラギーナンなどの海藻抽出物で作った豆花は加熱によって溶けてしまうが、作るのが容易なので広く使われている。
- 豆花の凝固剤は重要な役割を演じており、凝固剤の配合が異なると豆花の品質に大きく影響する。